# Варварівка (Сіверськодонецький район)
Варва́рівка — село в Рубіжанській міській громаді Сіверськодонецького району Луганської області України. Населення становить 1552 осіб.
Село постраждало внаслідок геноциду українського народу, вчиненого урядом СССР у 1932—1933 роках, кількість встановлених жертв — 24 людини.

## Релігійні споруди
Свято-Іллїнський чоловічий монастир .

## Галерея

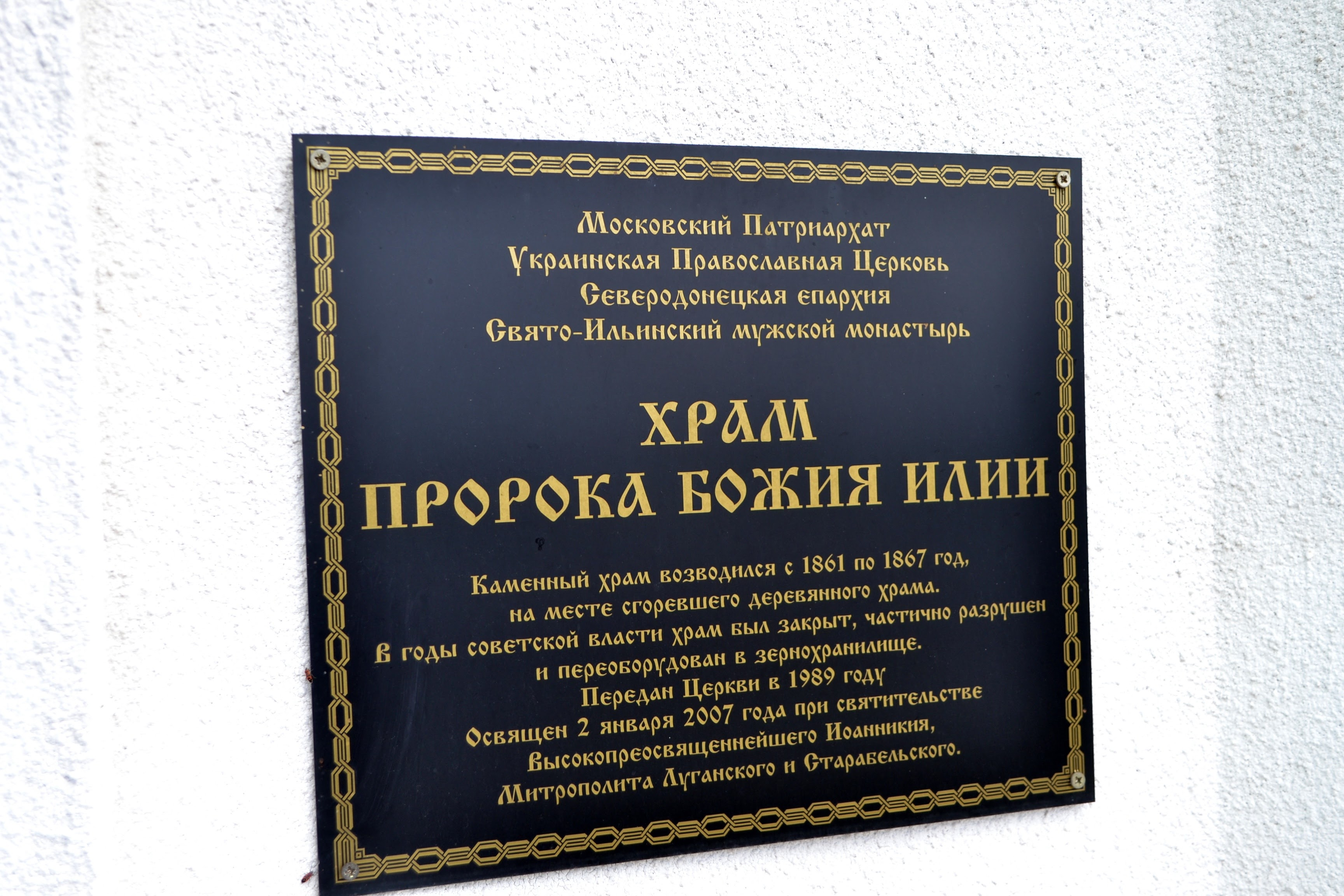
монастир
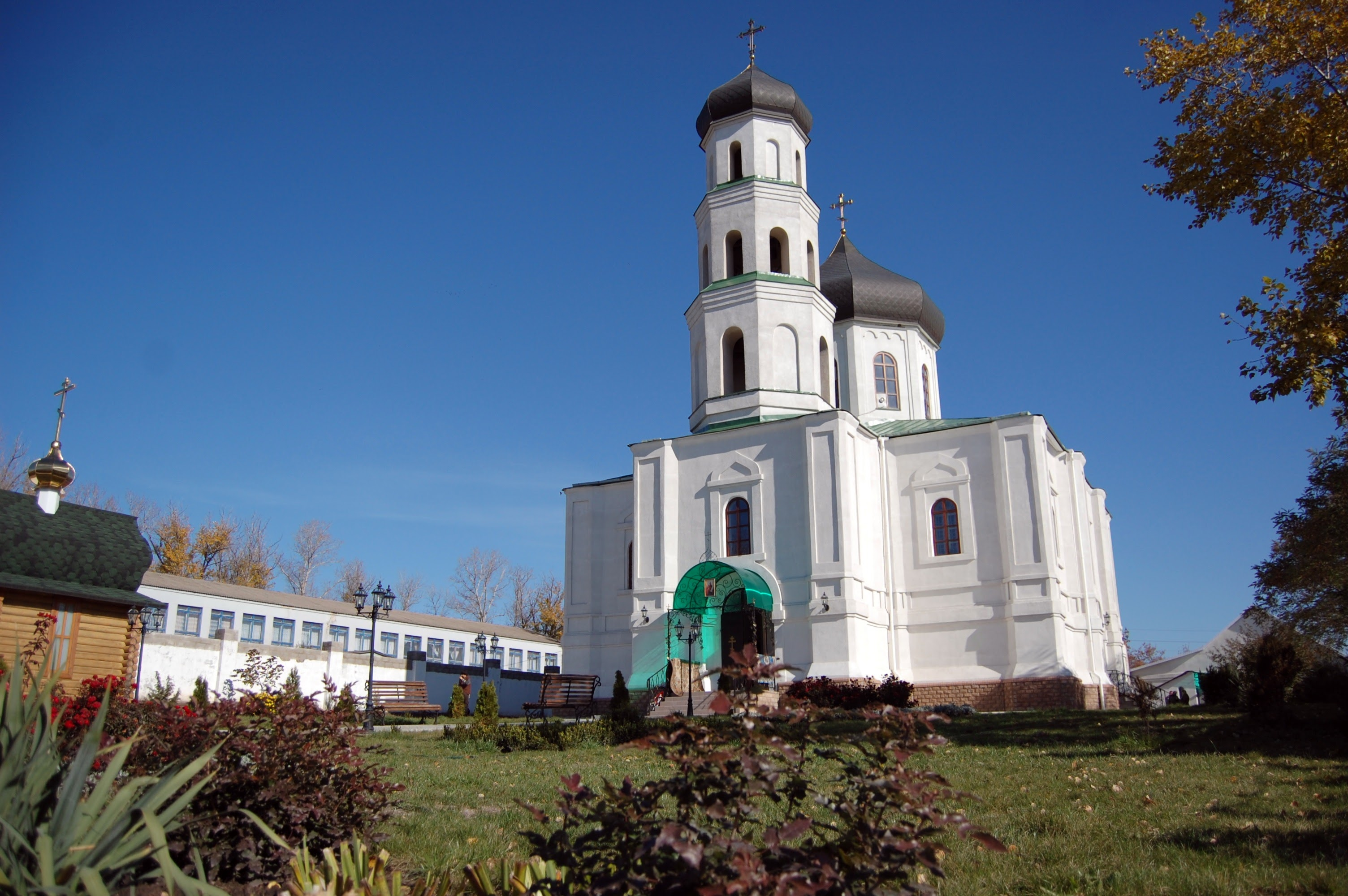
Свято-Іл'їнський чоловічий монастир
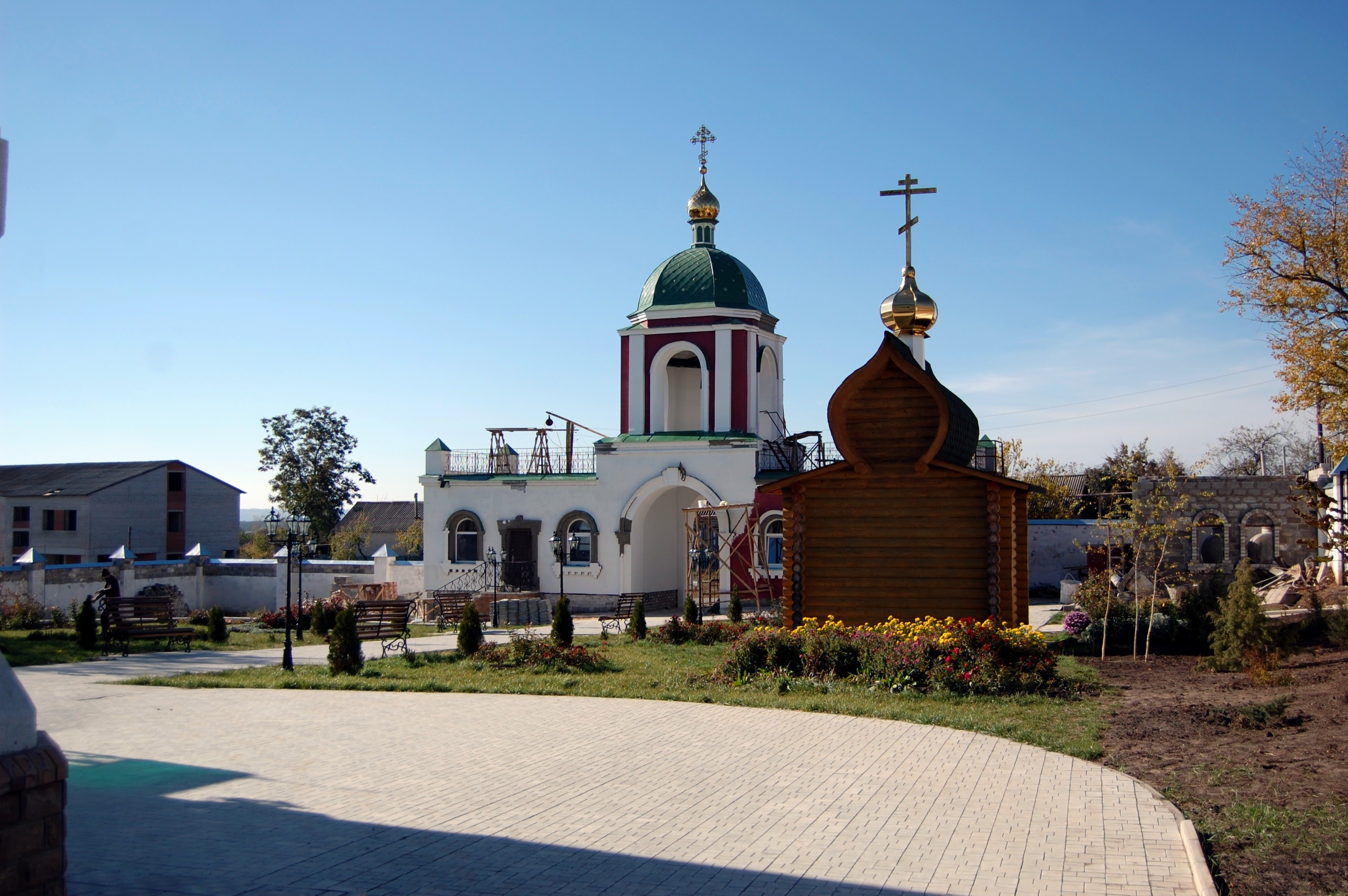
монастир
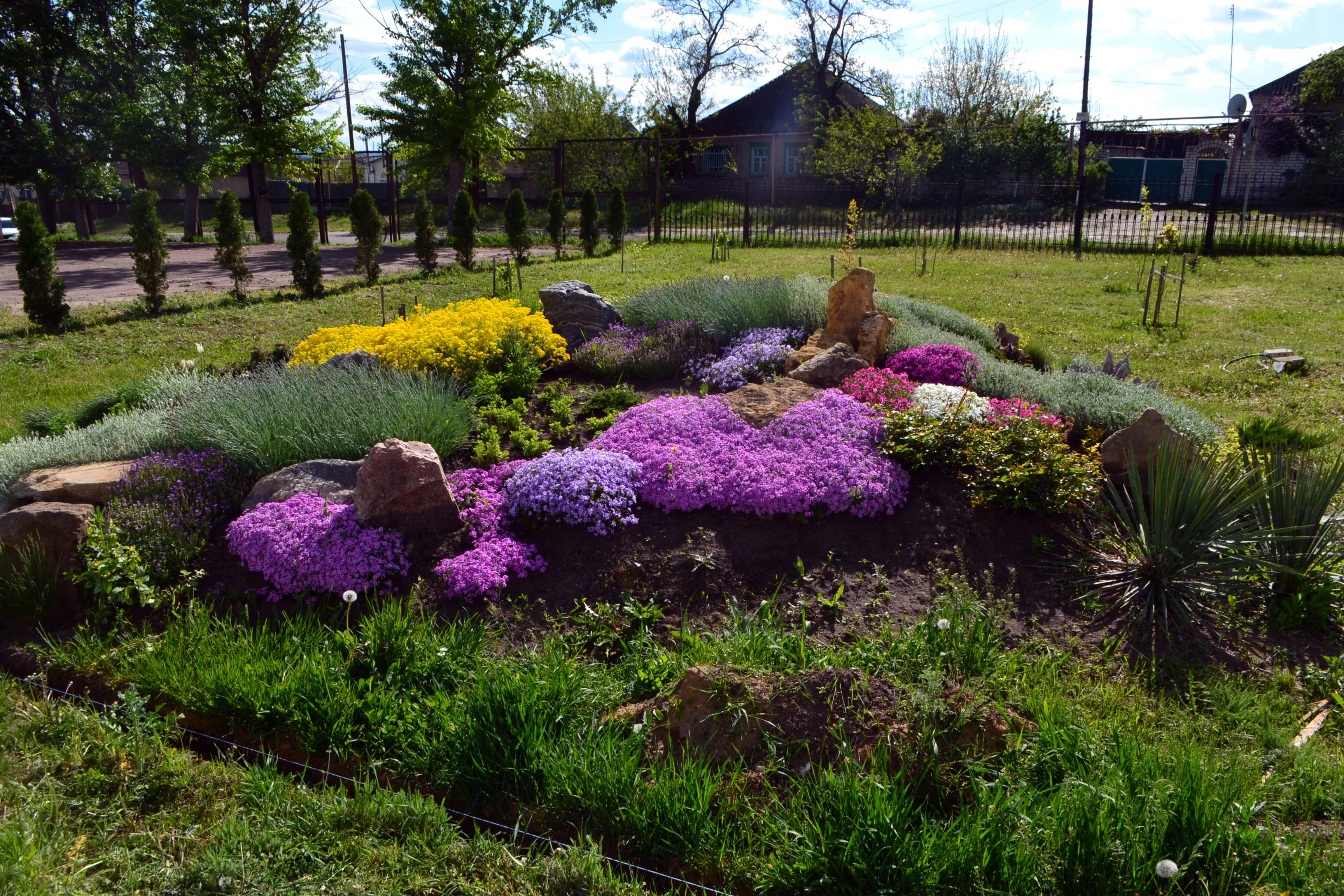
монастир
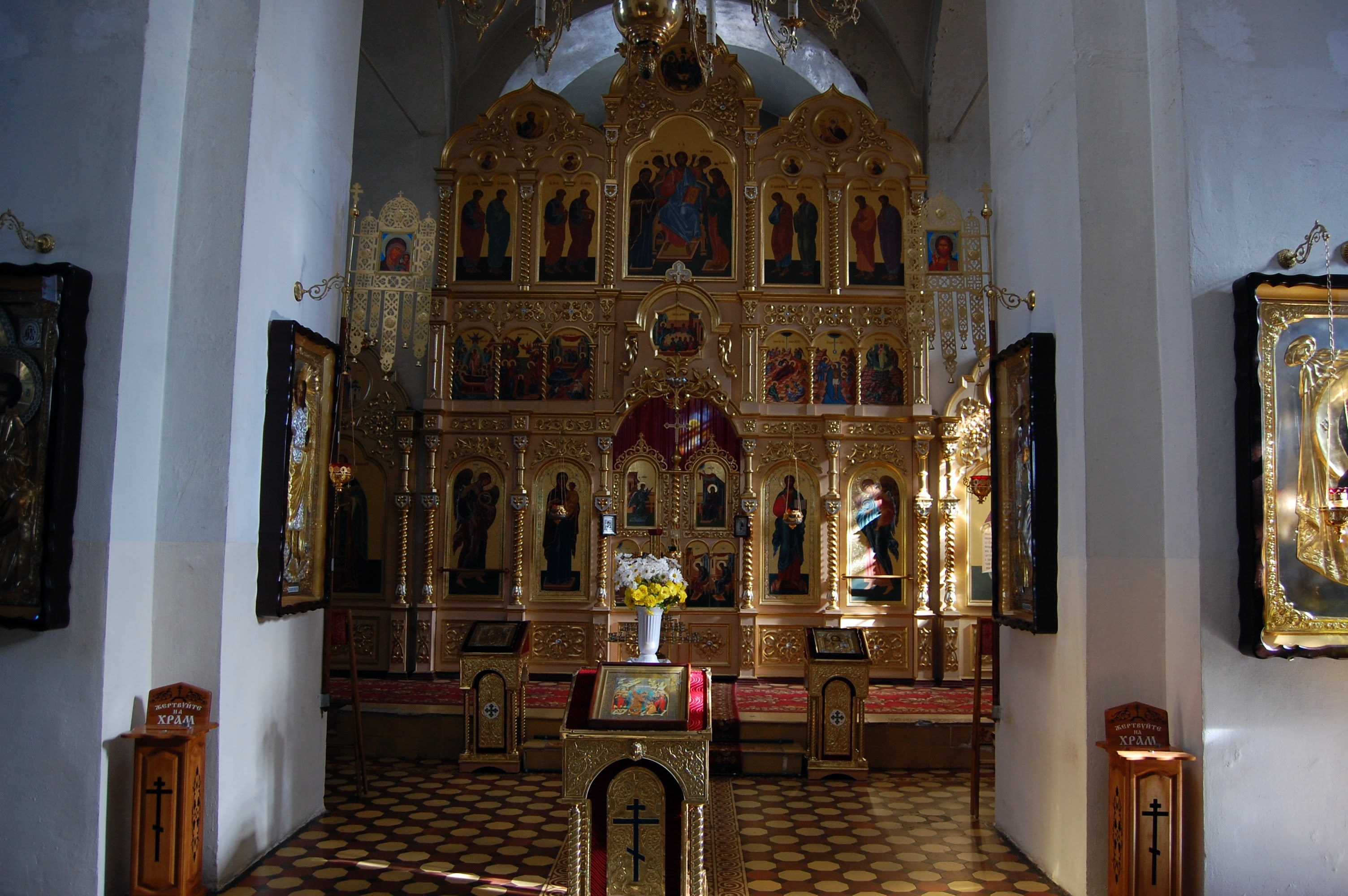
монастир
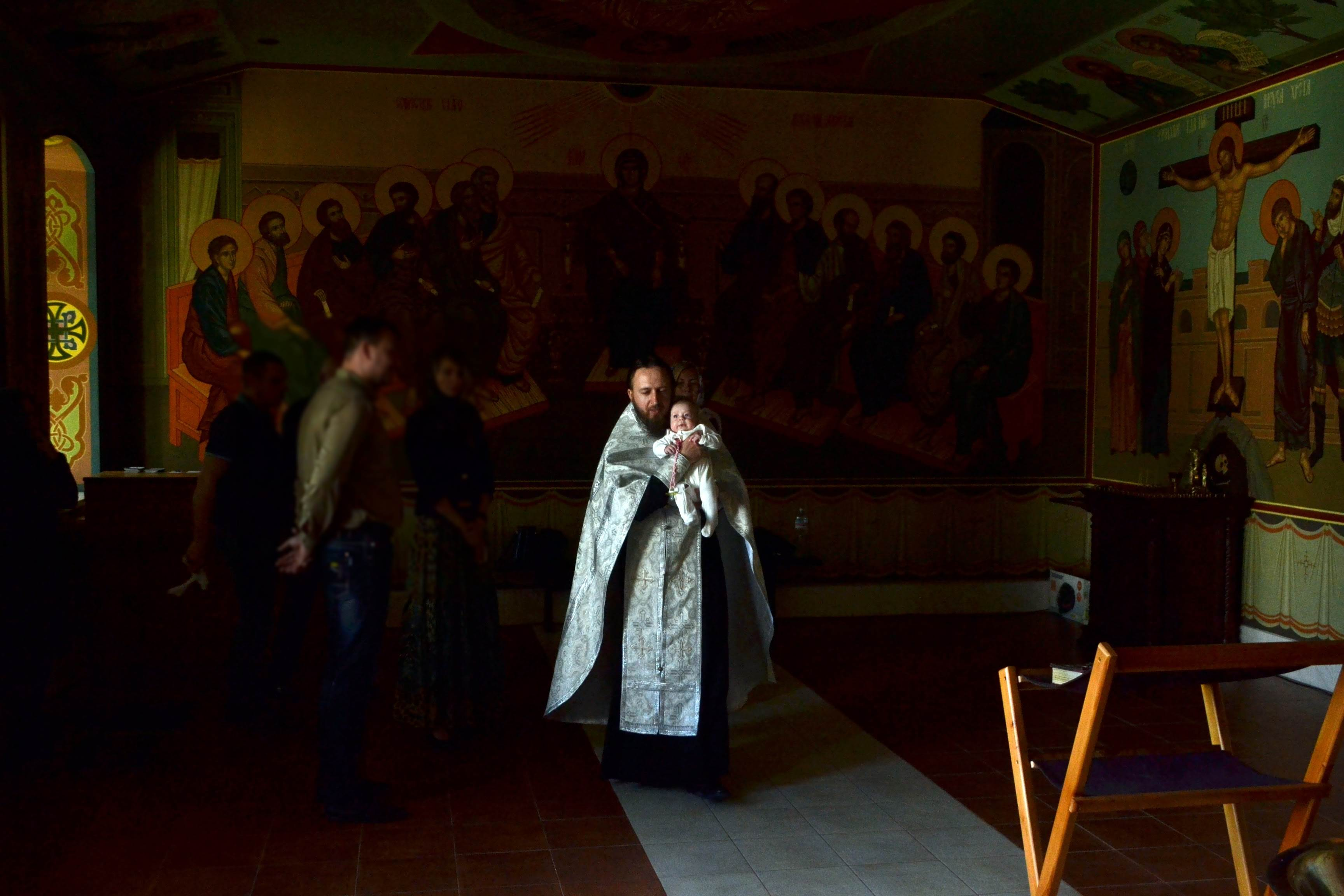
монастир
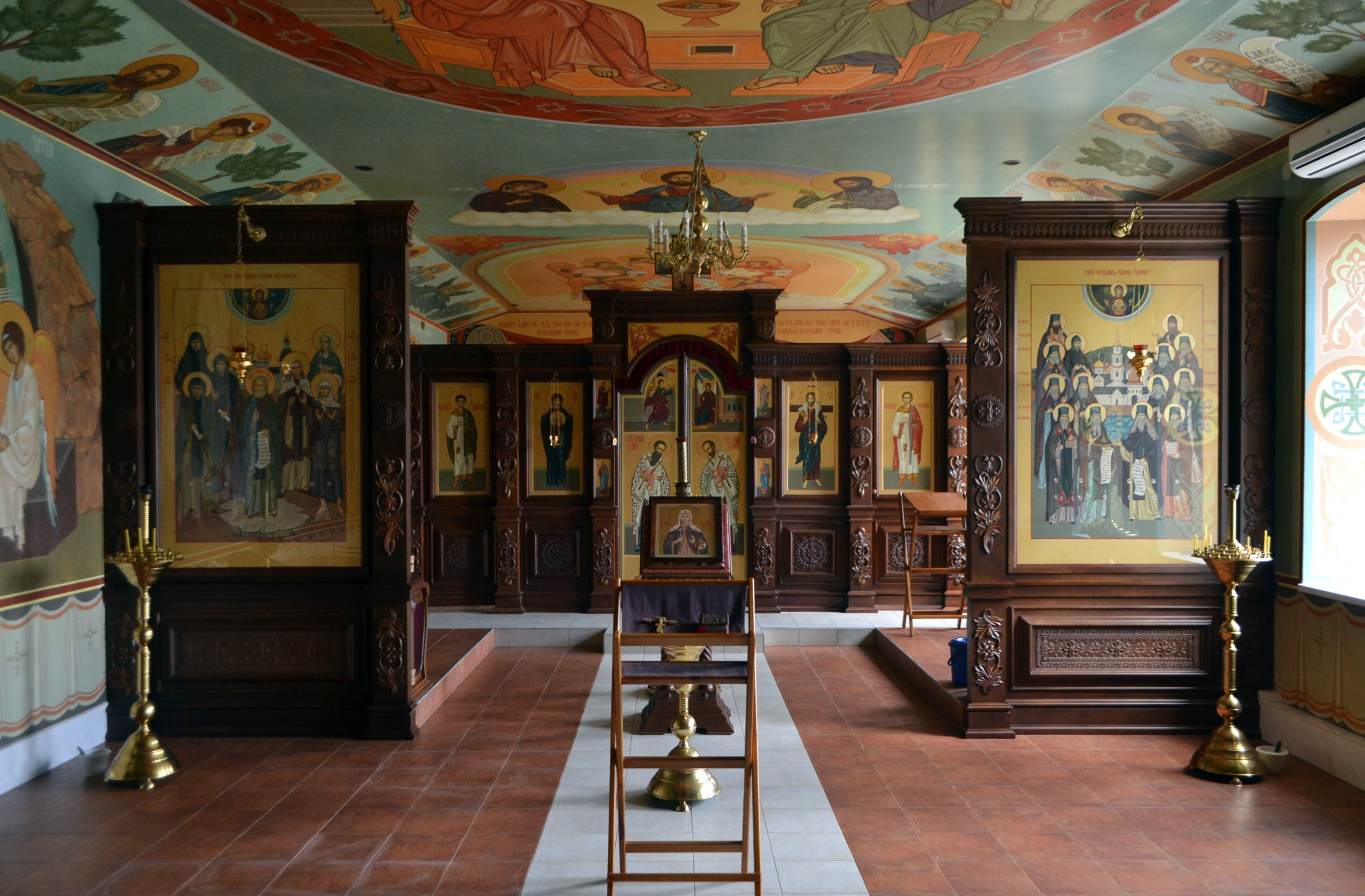
монастир
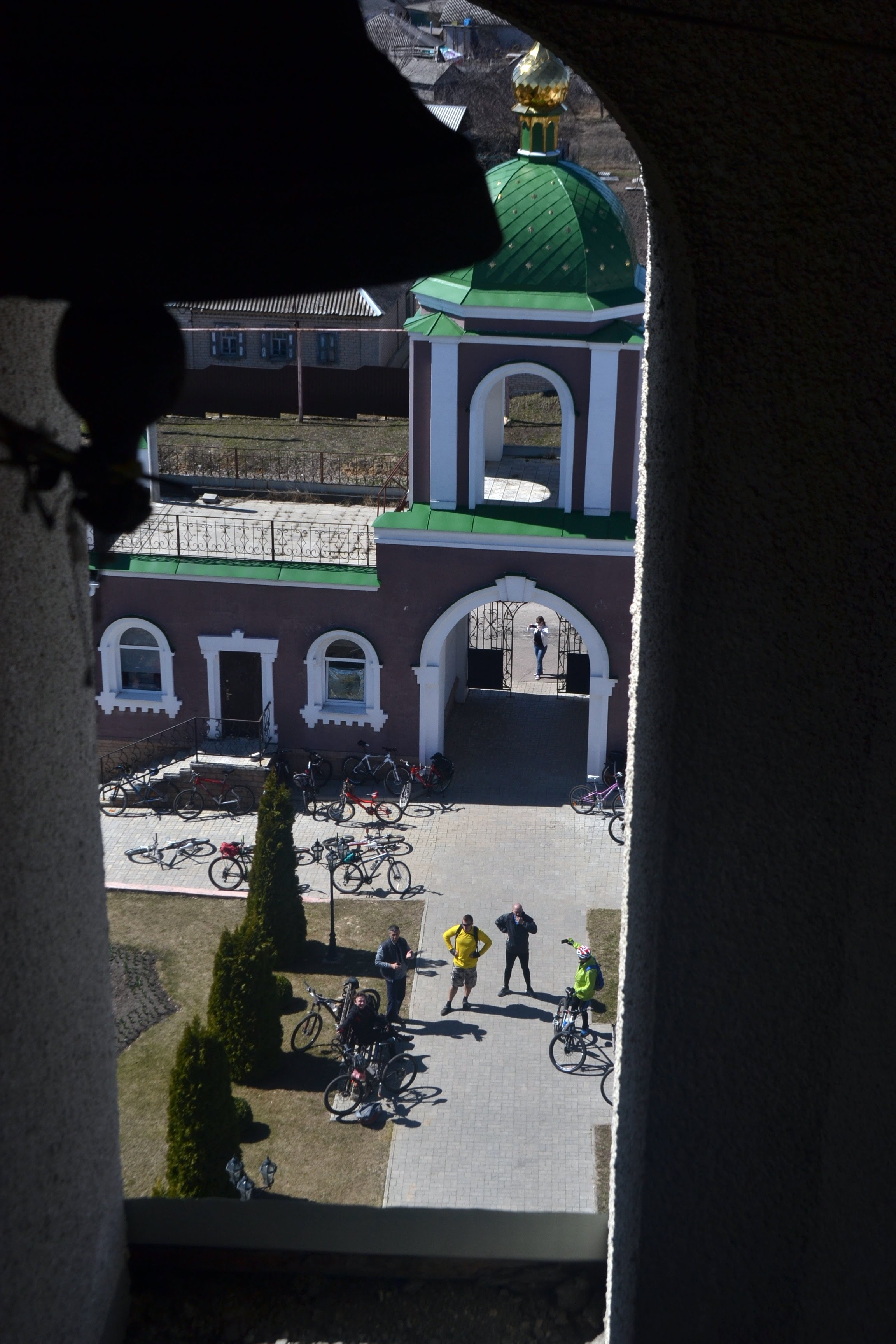
монастир
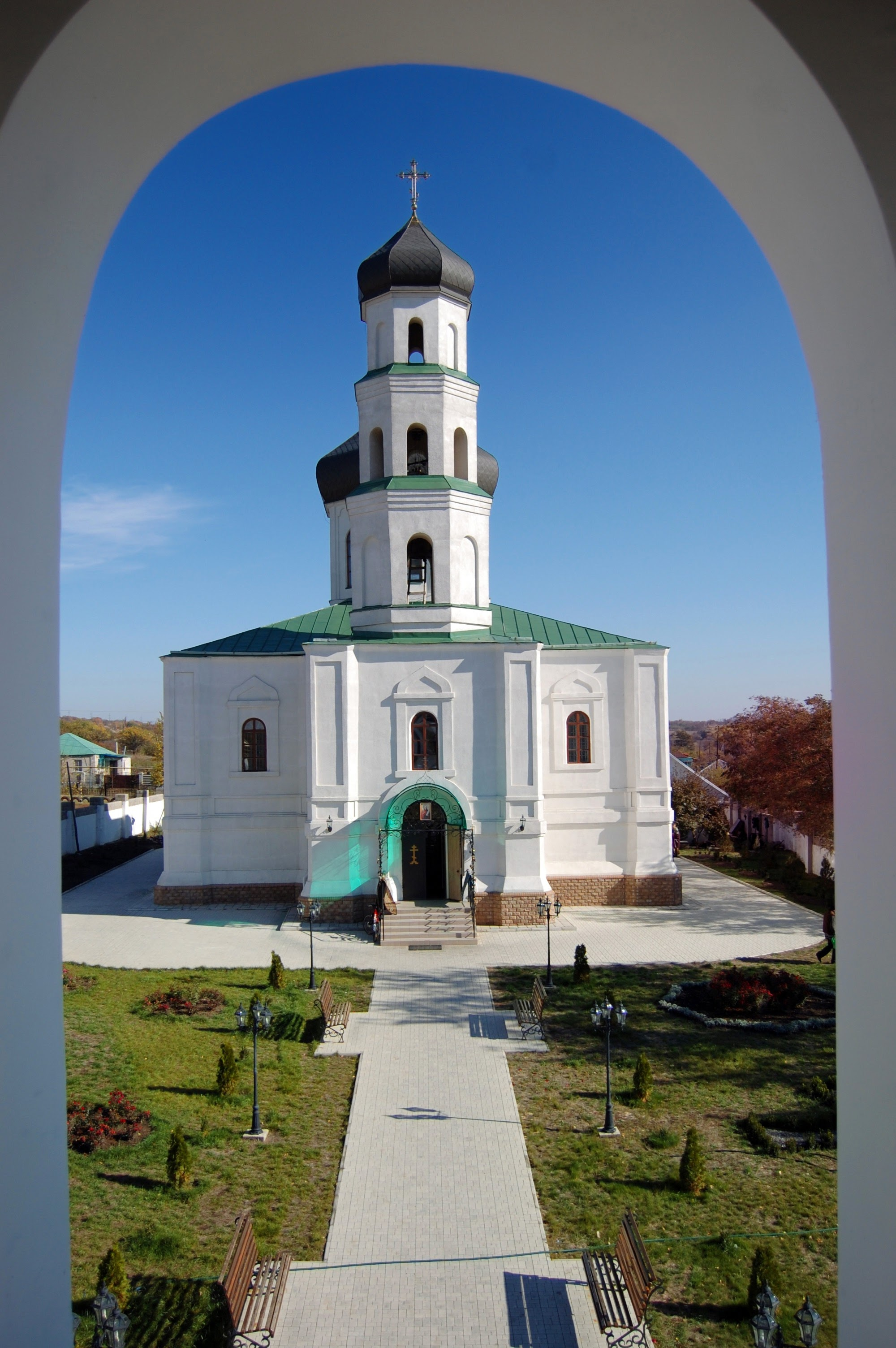
монастир
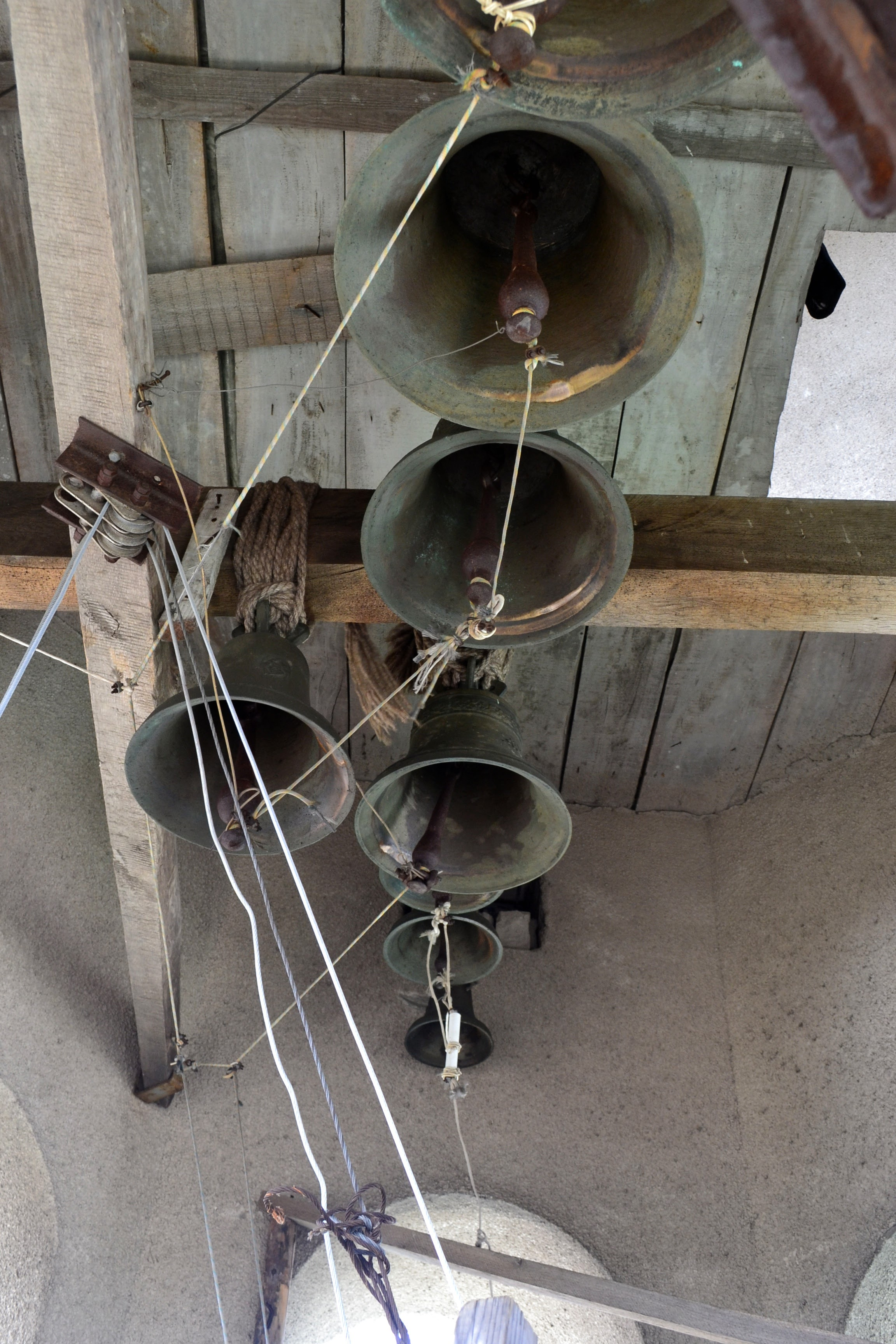
Варварівка

## Також
- Перелік населених пунктів, що постраждали від Голодомору 1932-1933, Луганська область